# Calamares

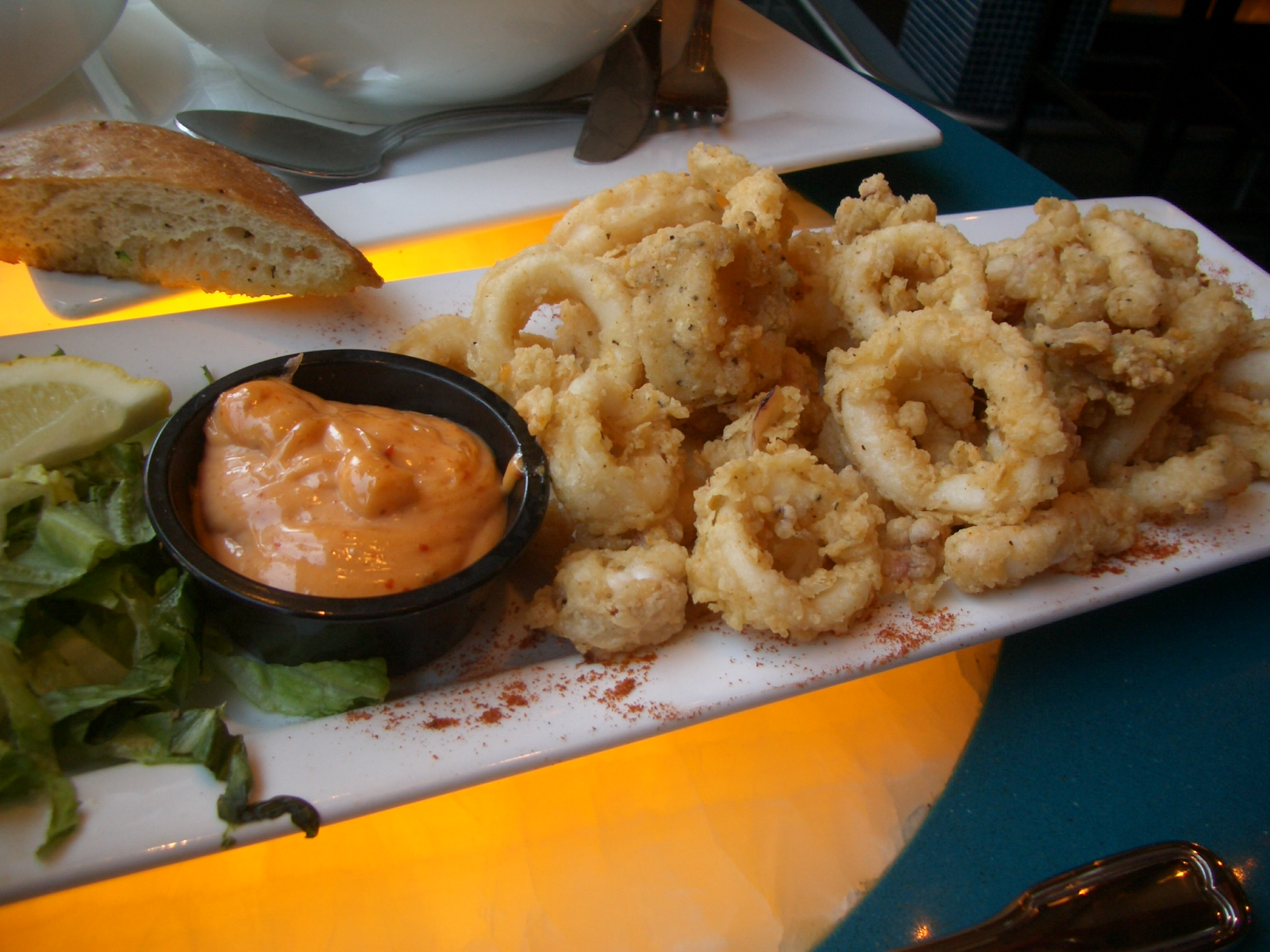
Gefrituurde calamares

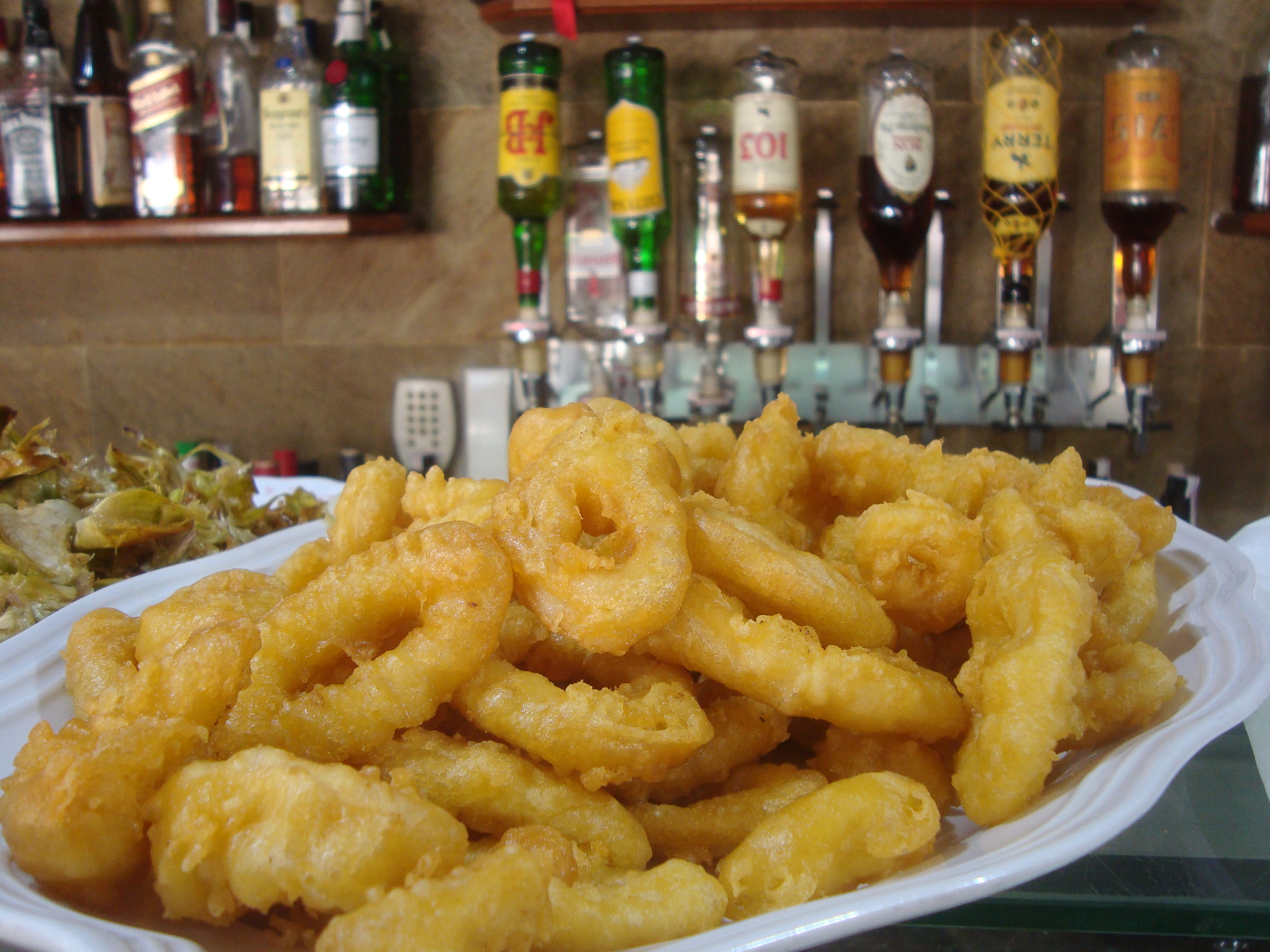
Calamares a la Romana, geserveerd in Castellón (Spanje)

Calamares of calamari is een traditioneel gerecht dat uit gefrituurde pijlinktvis bestaat. Het gerecht komt in heel het Middellandse Zeegebied onder gelijkvormige namen voor.
Het gerecht wordt gemaakt van de gewone pijlinktvis (Loligo vulgaris) of de Noordse pijlinktvis (Loligo forbesii). Deze komen voor in de Middellandse Zee en het oostelijk deel van de Atlantische Oceaan.
Pijlinktvis heeft korte tentakels en een langwerpig lichaam met achteraan twee vinnen. Dit torpedovormige lichaam wordt leeggehaald, schoongemaakt en in ringen gesneden. Deze worden kort (2 minuten) gekookt en daarna - al of niet in gekruid beslag - gefrituurd.
Vele stoofgerechten maken gebruik van de inktklier om er een saus van te maken.
Andere populaire combinaties zijn calamares gevuld met rijst en groenten, met aioli, gestoofd, gebakken of in combinatie met geroosterde vis en schaaldieren.
In Nederland worden ook Calamares inktvisringen verkocht gemaakt van pulp van de Dosidicus gigas oftewel de humboldtinktvis. In veel andere landen mag dit niet verkocht worden als calamares.

## Naam
Het gerecht is ook bekend als inktvisringen, calamari, kalamari, kalamar (Grieks), galama of calamares (Spaans).

## Allergieën
Allergieën voor inktvis komen vrij vaak voor.